# Frontera entre Albània i Montenegro
La frontera entre Albània i Montenegro es la frontera internacional entre Albània i la república de Montenegro.

## Traçat
La frontera s'estén al llarg de 186 quilòmetres, al sud-oest de Montenegro i el nord d'Albània. Comença en l'oest sobre l'Adriàtic a la ciutat montenegrina d'Ulcinj, contínua rumb nord-est travessant el llac Shkodër i seguint fins a les muntanyes, on arriba a Qafë Vranicë, el pas muntanyenc transitable més al nord d'Albània. Separa els municipis montenegrins d'Ulcinj, Bar, Podgorica, Andrijevica i Plav dels comtats albanesos de Shkodër (des de 2000 Districte de Malësi e Madhe i municipi de Shkodër) i Kukës (municipi de Tropojë).

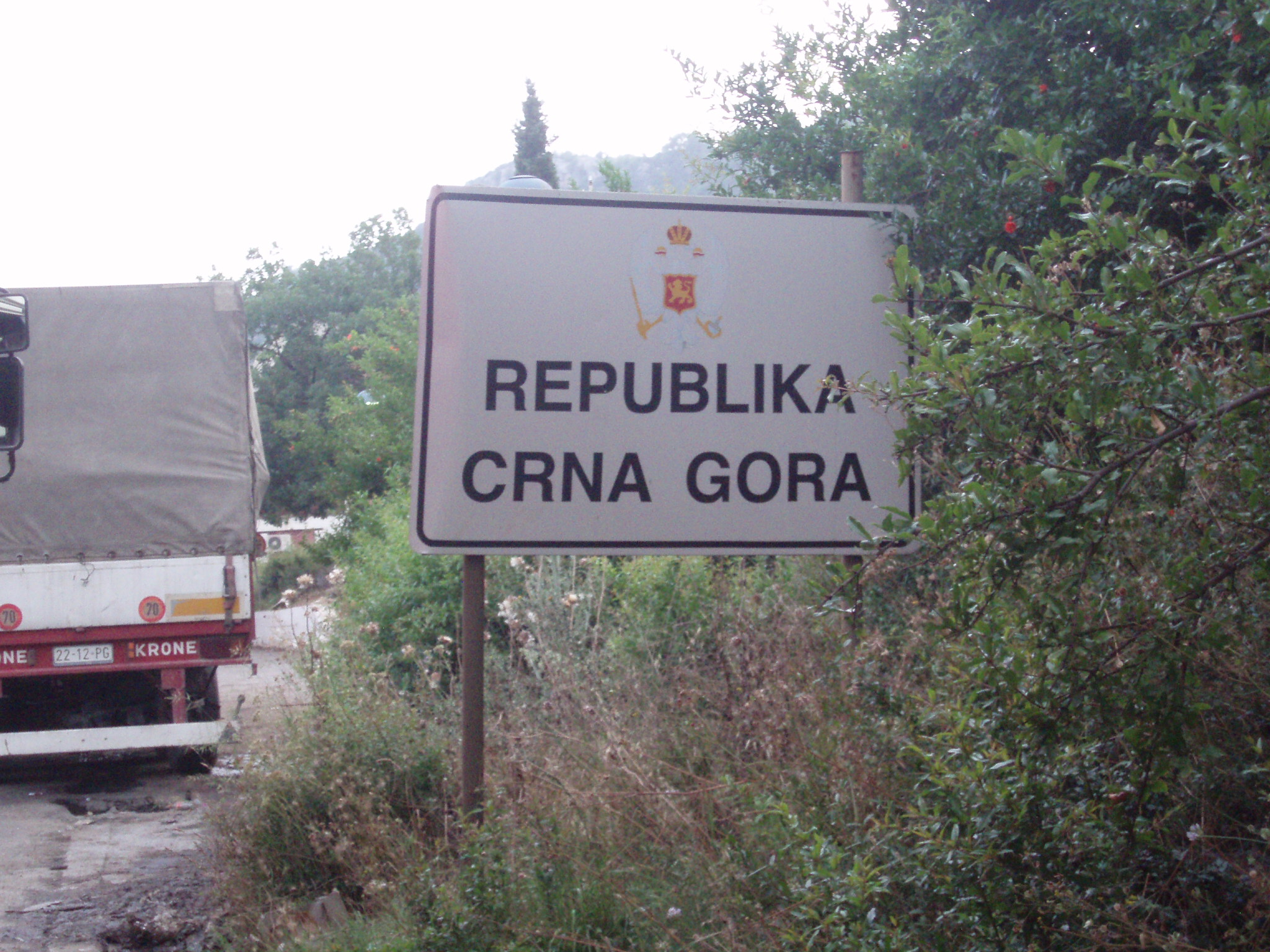
Frontera entre Albània i Montenegro a Hani i Hotit

## Història
La frontera actual data del reconeixement mutu com a estats sobirans que es mantenen Albània i Montenegro des de la independència d'aquest últim en 2006. Abans d'això, la frontera entre tots dos territoris amb prou feines ha variat en tot el  segle xx. Des de finals del  segle xix, en l'època del Principat de Montenegro va ser quan es van conformar la major part del territori actual: Podgorica passés de mans albaneses a montenegrines, així com zones de Dalmàcia i del Küstenland que també es van adherir al territori del príncep de Montenegro.

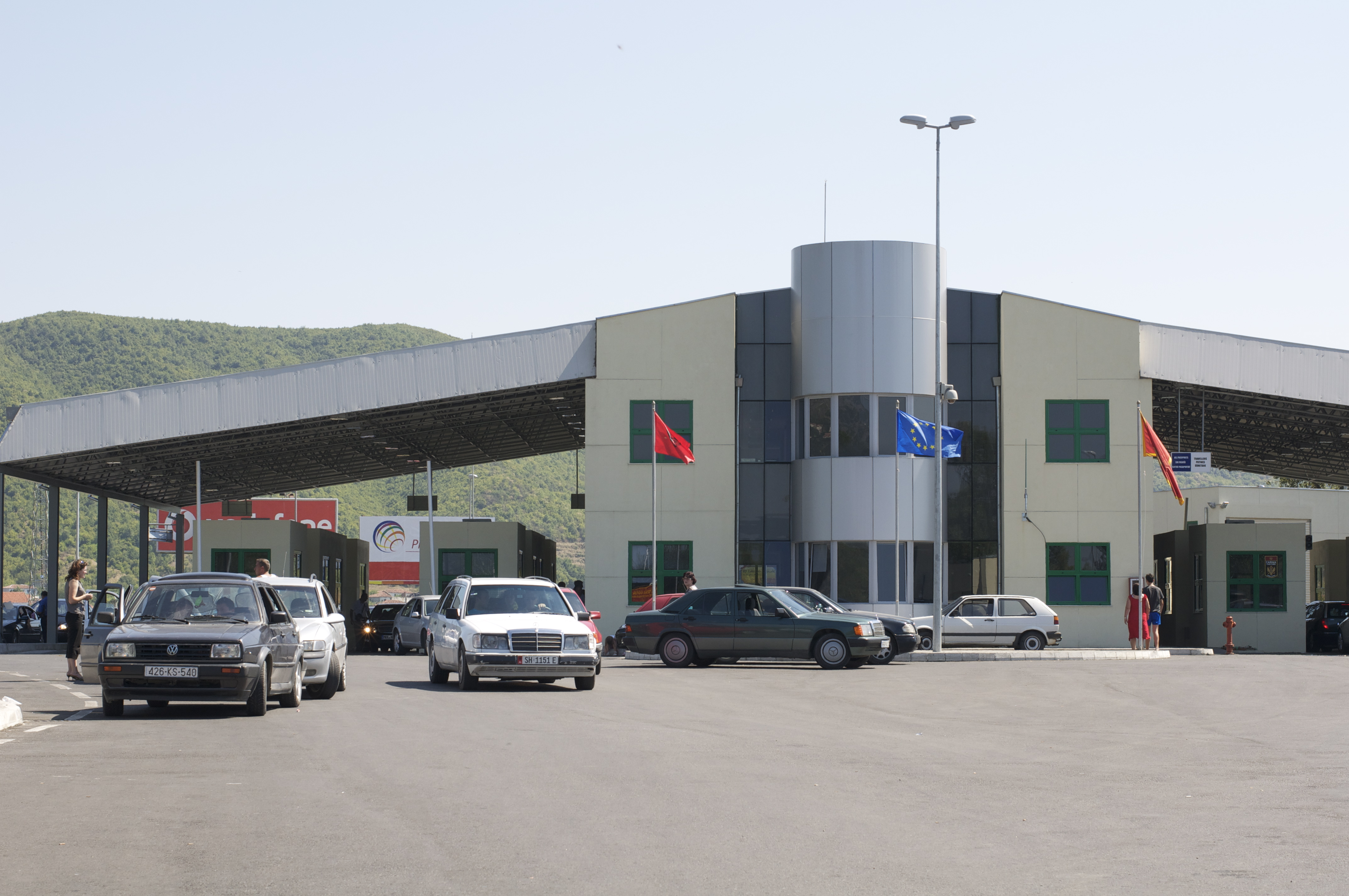
Pas de Muriqan (Albània) i Sukobin (Montenegro), finançat per la Unió Europea.

## Passos fronterers
El Pas de Muriqan va ser inaugurat en 2002. Actualment és el pas encreuament fronterer segons el tràfic de passatgers. Situat al municipi de Shkodër, es connecta amb la ciutat montenegrina d'Ulcinj a través d'una ruta costanera. A més, el mateix tram de carretera es connecta amb l'autopista croata A1, a la vora del mar Adriàtic, que va fins a Trieste (Itàlia). En 2009, es va iniciar la construcció d'una duana conjunta entre tots dos països finançada per la UE. És l'únic encreuament de frontera conjunt amb un país veí que té Albània. No obstant això, ambdues policies fronterers revisen els documents per separat. Encara no existeix un programa informàtic integrat pel qual el registre de documents es realitzi una sola vegada. En el costat albanès d'aquest encreuament, s'instal·la una inclusió al sistema de dades d'Interpol.
El pas de Hani i Hotit-Bozhaj es troba a Malësi e Madhe a la carretera que connecta Shkodër amb Tuzi i Podgorica. Es va obrir en els anys 80 com a resultat de la millora de les relacions entre Albània i Iugoslàvia. Va ser l'única via comunicació terrestre oberta amb Iugoslàvia, després de les èpoques d'aïllament total de tots dos països. És una passarel·la multimodal, ja que el ferrocarril també creua la passada. En aquest punt, es duen a terme procediments duaners en totes les seves formes. Aquest encreuament ha perdut un nombre significatiu de tràfic de passatgers, però s'està projectant una possible carretera nova que connecti Podgorica amb Dubrovnik que revifaria l'interès pel pas.
El pas de Vermosh es troba a Malësi e Madhe i està obert per facilitar el pas dels passatgers a Gusinje i Plav i viceversa. Està obert de manera intermitent en diferents èpoques de l'any. L'activitat que duu a terme és principalment amb mercaderies. Hi ha una infraestructura molt moderna per arribar a aquest pas fronterer. Aquesta pas és el que es troba en la part més al nord d'Albània.